# Greg Capullo
Gregory "Greg" Capullo (Estados Unidos, 1962) es un dibujante de historietas muy conocido por sus trabajos en Quasar (1991-1992), X-Force (1992-1993), Angela (1994) y Spawn (1993-1999, 2003-2013). Influenciado por los trabajos de Frank Miller, John Byrne, John Romita padre, John Romita Jr., los hermanos John y Sal Buscema, Gene Colan, y Frank Frazetta. Capullo aprendió a dibujar de manera totalmente autodidacta a temprana edad. En 2015 participó en proyectos junto con el dibujante Daniel Alba.

## Biografía
Tras graduarse de la preparatoria, se dedicó a hacer dibujos para agencias publicitarias, hasta que en 1987 obtuvo su primera oportunidad haciendo cómics. Su primer cómic fue Gore Shriek un título independiente editado de manera local por una tienda de cómics en Albany, Nueva York. Fue una miniserie de cuatro partes, totalmente escrita trazada, entintada y letreada por Capullo, y pese a hacer todo ese labor, Capullo solo recibió $40 dólares por página (la tarifa mínima estándar en EE. UU. son $55 o $60 dólares únicamente por trazar o entintar). Pero ese trabajo poco renumerado tendría otra clase de recompensa mejor pagada, pues sirvió para que Tom Vincent colorista de Marvel Comics, viera su trabajo. Vincent contacto a Capullo y lo recomendó a su editor, Graig Anderson quedó encantado con el trabajo de Capullo y le dio la oportunidad de dibujar una historia para el título What If, protagonizada por Daredevil.
Greg continuo haciendo algunos números de What If, hasta que recibió entonces la comisión de convertirse en trazador titular del título Quasar, a partir del #18. Capullo se mantuvo dibujando esa serie por 20 entregas consecutivas, hasta el #38. La razón por la que abandonó Quasar, fue por una mejor oportunidad laboral: ser el trazador titular de la serie X-Force tras la salida de Rob Liefeld, quien abandono ese exitoso título para cofundar Image Comics junto con Jim Lee, Todd McFarlane, Marc Silvestri, Jim Valentino y Erick Larsen, en 1992. En 1993, Todd McFarlane vio el trabajo de Capullo en X-Force, y decidió invitarlo a dibujar la miniserie Violator. Greg al principio estaba renuente a abandonar su trabajo en Marvel Comics, por lo que los dos primeros números de esa miniserie fueron realizados por Bart Sears. Finalmente, Capullo aceptó, aunque ya solo dibujo la tercera y última parte de la miniserie. En compensación, Capullo dibujó entonces la miniserie Angela, pocos meses después. McFarlane le propuso dibujar tres números de Spawn, mientras él se tomaba un receso de la labor agotadora de guionizar y trazar ese título. De esa forma, Greg y el guionista Grant Morrison realizaron los números #16-18, pero entonces las ocupaciones de McFarlane fuera de los cómics se incrementaron y finalmente Capullo tuvo que quedarse como nuevo trazador titular, con McFarlane entintando. El trabajo de Capullo en Spawn lo consagró de manera definitiva, lo cual le permitió entonces imponer su estilo propio en el cómic, por encima del estilo del propio Todd McFarlane notoriamente, el que antes era un título muy irregular, por fin pudo volverse mensual gracias a la dedicación de Capullo, quien supo mantener un ritmo seguro durante más de 80 números consecutivos, salvo por dos breves interrupciones por motivos de salud.

## The Creech
En octubre de 1997 Greg lanzó su propia creación, The Creech (léase “Crich”). Esta es una palabra “creature”, o sea, criatura. Este proyecto fue desarrollado paralelo a su labor en Spawn, y sin comprometer nunca las fechas de publicación de ninguna de ambas revistas. The Creech fue muy bien recibido por el público que ya seguía de cerca su trabajo en Spawn, y al concluir la miniserie de tres partes, no se hizo esperar la petición por una nueva miniserie. En julio del 2001, casi cuatro años después, Greg realizó una nueva miniserie de tres partes, secuela directa de la primera, y segunda parte de un plan de trilogía. La tercera miniserie, aunque ha sido va anunciada en varias convenciones de cómics en los Estados Unidos por ahora no se ha publicado.

## Trabajos Independientes
Capullo ha trabajado en calidad de freelance para diversos proyectos en: Marvel Comics Chaos! Comics, Image Comics, Dark Horse. Además de realizar cómics, Capullo ha hecho portadas de discos para las bandas como Iced Earth en el álbum The Dark Saga y con el tercer álbum de estudio Follow the Leader de Korn (esta última acreditada erróneamente a Todd McFarlane, aunque sólo entintó). Capullo también creó muchos de los diseños de producción para la serie animada de Spawn para HBO, y para la película independiente Dangerous Lives of Altar Boys. En el 2001, McFarlane Toys materializó una línea de figuras de Spawn basadas únicamente en bocetos y diseños de Capullo. Actualmente, por motivos de salud psicológica, Capullo ha dejado de producir cómics mensuales, aunque sigue realizando regularmente las portadas de Spawn y casi todo el arte promocional del personaje para videojuegos. De momento también se encuentra diseñando dos nuevas líneas de figuras para McFarlane Toys, y puliendo el concepto de The Creech con miras de adaptarlo al cine.